# 公共廣播服務檢討委員會
公共廣播服務檢討委員會2006年1月17日成立、是由香港行政長官委任的七人委員會，主要負責檢討香港公共廣播的方針、架構。由前電視廣播有限公司新聞部主管黃應士擔任委員會主席。

## 成立背景
香港唯一由政府資助的廣播機構香港電台，一直以來，都是香港政府一個部門，經費全部由政府預算撥付，大部分員工均是公務員，其他員工是合約制員工。
儘管廣播處長與香港特別行政區政府簽署了一份框架協議確認香港電台的編輯自主權，但香港立法會朝野雙方對香港電台的定位都不盡滿意。建制派認為，香港電台作為政府部門，應該負起為政府宣傳政策的責任。而泛民主派認為，香港電台要在架構上維持編輯自主，在捍衛言論自由上扮演重要角色。在兩種意見的角力下，香港電台的定位長期引起爭論。

### 爭議
助理廣播處長張文新質疑，委員會的7名成員均從未參與公營廣播機構的工作，他們的建議未必有足夠的代表性。香港電台節目製作人員工會則期望與工商及科技局局長直接會晤，交流意見以釋除不必要的疑慮與臆測，商討港台過渡為公共廣播服務事宜，並且希望參與局方研究工作，令公共廣播諮詢工作更見全面。
有指，行政長官曾蔭權成立這個委員會，就是呼應親北京人士的號召，藉檢討香港電台架構，藉此迫香港電台扮演宣傳政府政策的角色。主席黃應士，曾被《香港蘋果日報》指責為「左王」。但在檢討第一階段，委員會表示公眾意見，傾向支持香港電台成為獨立於政府架構的公共廣播機構下。不過，2007年3月，委員會發表報告建議成立全新的公共廣播服務公司，不適宜考慮香港電台全面過渡成新公司，與其在第一階段的立場相矛盾；廣播處長朱培慶則對報告沒提及香港電台去向感到失望。

## 職權
公共廣播服務檢討委員會網頁揭示其職權：
- 探討在香港的廣播市場中，提供公共廣播服務的理據、其角色和公共目的，並評估提供該廣播服務所需的公帑及其他資源。
- 釐定公共廣播服務就不偏不倚的編輯方針、節目政策和良好管治這幾個範疇，如何對公眾負責的課題。
- 釐定讓行政機關評估公共廣播服務的效能的措施，和讓公眾參與評估過程的安排。
- 根據上述課題的討論結果，就在香港提供公共廣播服務的合適安排，提出建議。
- 就短期、中期及長期的實施計劃提出建議。

## 重要日程
- 2006年1月17日　　　　　政府宣布成立香港公共廣播檢討委員會。
- 2006年1月25日　　　　　委員會主席黃應士出席立法會廣播及資訊科技委員會會議。
- 2006年2月8日　　　　　 立法會通過由余若薇提出「香港公共廣播政策」動議。
- 2006年3月24日　　　　　委員會公布第一階段諮詢結果。
- 2006年9月27日　　　　　委員會管治架構專題小組初步建議，日後香港電台脫離政府，由獨立的董事局監管，行政總裁為總編輯。
- 2007年3月28日　　　　　委員會完成報告並提交行政長官。

## 成員
主席
- 黃應士：電視廣播有限公司前助理總經理、香港浸會大學及香港公開大學校董會成員

成員
- 陳景祥：《信報》總編輯
- 馮美基：香港浸會大學校董會成員
- 梁天偉：香港樹仁大學新聞與傳播學系主任
- 包雲龍：《成報》社長
- 徐林倩麗：香港理工大學工商管理學院院長
- 胡恩威：進念二十面體行政總裁

## 外部連結
- 香港公共廣播檢討委員會
- 公共廣播服務檢討報告 （页面存档备份，存于）